# Karmazsintangara
A karmazsintangara (Calochaetes coccineus) a madarak osztályának verébalakúak (Passeriformes) rendjébe és a tangarafélék (Thraupidae) családjába tartozó Calochaetes nem egyetlen faja.

## Rendszerezése
A fajt Philip Lutley Sclater angol ügyvéd és zoológus írta le 1867-ben, az Euchaetes nembe Euchaetes coccineus néven.

## Előfordulása
Az Andok hegységben, Ecuador, Kolumbia és Peru területén honos. Természetes élőhelyei a szubtrópusi és trópusi hegyi esőerdők. Állandó, nem vonuló faj.

## Megjelenése
Testhossza 15 centiméter, testtömege 42-49 gramm.

## Természetvédelmi helyzete
Az elterjedési területe nagyon nagy, egyedszáma ugyan csökken, de még nem ér el a kritikus szintet. A Természetvédelmi Világszövetség Vörös listáján nem fenyegetett fajként szerepel.